# بيت الدعام (الخبت)

تعديل مصدري - تعديل

بيت الدعام هي إحدى قرى عزلة عبس بمديرية الخبت التابعة لمحافظة المحويت، بلغ تعداد سكانها 289 نسمة حسب تعداد اليمن لعام 2004.